# Lluís Badosa i Padrosa
Lluís Badosa i Padrosa (Sant Feliu de Guíxols, Girona, 23 de setembre 1898 - Tremp, Lleida, 29 de maig 1938) fou compositor i músic català.

## Biografia
Fou fill del surer industrial Enric Badosa i Calvet (emparentat per la part materna amb Agustí Calvet i Pascual) i de Rita Padrosa i Caselles, tots dos domiciliats a la rambla d'Antoni Vidal. Es desconeix qui va ser el professor de música local amb qui va estudiar les seves primeres lliçons musicals. Tot i així, Badosa va mostrar de ben jove unes excel·lents aptituds per a la composició musical. Abans de dedicar-se a la música, fou oficial d'Infanteria i graduat d’alferes de complement a la campanya de l'Àfrica Oriental. Un cop llicenciat de la milícia, visqué durant un temps a Veneçuela, fet que retardà l’inici de les seves composicions musicals fins entrat el decenni dels anys vint. Malgrat això, la seva estada a Veneçuela influencià en part el seu pensament musical.
Un cop retornat a Sant Feliu de Guíxols l'any 1921 amb la titulació de professor de música, es dedicà a ensenyar piano, solfeig, cant i harmonia com a professor particular. Durant el seu temps lliure, col·laborà com a redactor del setmanari guixolenc Palmarium, dirigit per Joan Sans i Amat. Compongué per encàrrec l'himne 13 de septiembre amb lletra de Guillermo Larroche, i fou lliurat a Miguel Primo de Rivera l'octubre de 1924.
L'any 1925 estrenà l'opereta Mariposas de oro i, a la temporada següent, realitzà un tour per les illes Balears amb una companyia d'actors i cantants de la Ciutat Comtal, on representaren la seva revista musical El mercado de las hermosas. Aquesta producció rebé una forta aclamació, i se'n varen fer varies representacions arreu de Catalunya, amb un gran èxit tant de públic com de crítica. Entre les altres obres que compongué hi trobem sarsueles i música escènica com La puntaire (1927), Los vencedores, La danza de las horas, Oriluz, Selecciones de arte, Chofer... al teatro; sardanes com La segona de la tarda (1928) i Amor efímer i amor cegat (1923); i altres peces com les cançons Amor fugaz i No amar es mejor (lletra de V. Salvatella i C. Olver), el vals Mercedes i el cuplet La modisteta (lletra de Rossend Llurba).
A més, va formar part de l'orquestrina de Sant Feliu Dazzling Jazz entre els anys 1933 i 1936, juntament amb músics com Rafael Figueras i Auladell, Joaquim Balmaña i Canet, Jaume Irla i Sardó o Josep Isern i Valls.
El març de 1936 es va afiliar a la UGT i s'examinà a Barcelona per obtenir l'ascens a tinent de complement. Un cop esclatada la Guerra Civil espanyola fou cridat a combatre, i allí assolí el grau de capità d'Infanteria de l'Exèrcit republicà. Va morir al mont Sant Corneli, a Tremp, arrel de la batalla de l'Ebre.